# حوضه آبریز هامون ماشکل

موقعیت حوضه آبریز هامون ماشکل

حوضه آبریز هامون ماشکل یکی از حوضه‌های باز ایران است که در تقسیم‌بندی حوضه‌های آبریز ایران، حوضهٔ فرعی به شمار می‌رود و زیرمجموعهٔ حوضهٔ آبریز مرزی شرق است. مساحت این حوضه، ۳۶٬۴۵۸ کیلومتر مربع است و مهمترین رود آن، ماشکل است.

## جغرافیا
حوضه هامون ماشکل در شرق سیستان و بلوچستان و مرز ایران و پاکستان قرار گرفته‌است. چالهٔ اصلی این حوضه، دریاچه هامون ماشکل در پاکستان است. مهم‌ترین رودهای حوضه، رود ماشکل و رود تلخ‌آب هستند. رود ماشکل در جنوب حوضه جریان دارد و شاخهٔ اصلی آن از ارتفاعات بیرگ سرچشمه می‌گیرد. رود تلخ‌آب نیز از کوه مورپیش در نزدیکی خاش سرچشمه می‌گیرد و بخشی از مرز ایران و پاکستان را شکل می‌دهد.

## زیرحوضه‌ها
برپایهٔ دستور العمل تقسیم‌بندی حوضه‌های ایران، حوضهٔ آبریز هامون ماشکل به زیرحوضه‌های زیر تقسیم می‌شود:
| کد  | نام اختصاری زیرحوضه | مساحت کیلومتر مربع | تعداد زیرحوضه‌ها |
| --- | ------------------- | ------------------ | --------------- |
| ۵۳۱ | جالق–تلخ‌آب          | ۲۰٬۶۹۳             | ۲               |
| ۵۳۲ | رود ماشکل           | ۱۵٬۷۶۵             | ۴               |